# Lainate
Lainate is een gemeente in de Italiaanse metropolitane stad Milaan (regio Lombardije) en telt 24.146 inwoners (31-12-2004). De oppervlakte bedraagt 12,9 km², de bevolkingsdichtheid is 1942 inwoners per km².
De volgende frazioni maken deel uit van de gemeente: Barbaiana, Grancia, Pagliera.

## Demografie
Lainate telt ongeveer 9544 huishoudens. Het aantal inwoners steeg in de periode 1991-2001 met 11,0% volgens cijfers uit de tienjaarlijkse volkstellingen van ISTAT.
| Jaar | Inwoneraantal |
| ---- | ------------- |
| 1991 | 21.320        |
| 2001 | 23.660        |

## Geografie
Lainate grenst aan de volgende gemeenten: Caronno Pertusella (VA), Origgio (VA), Garbagnate Milanese, Nerviano, Arese, Rho, Pogliano Milanese.